# Балка Кам'янецька
Балка Кам'янецька — балка (річка) в Україні у Охтирському районі Сумської області. Права притока річки Ворсклиці (басейн Дніпра).

## Опис
Довжина балки приблизно 6,18 км, найкоротша відстань між витоком і гирлом — 5,15  км, коефіцієнт звивистості річки — 1,2 . Формується декількома струмками та загатами. На деяких ділянках балка пересихає.

## Розташування
Бере початок на південно-східній стороні від села Люджа. Тече переважно на південний захід через село Кам'янку і на північно- східній стороні від села Бакирівки впадає в річку Ворсклицю, праву притоку річки Ворскли.

## Цікаві факти
- На лівому березі річки балки на південно-східній стороні на відстані приблизно 444 м розташована залізнична станція Бакирівка[3].
- У XX столітті на балці існувала газова свердловина[2].